# Pedras rupestres de Molelinhos
As pedras rupestres de Molelinhos são pedras com figuras rupestres próximas do Vale do Porco (Portela do Fojo), em Portugal. Elas são muito antigas, ficam perto do rio Criz porque era ali que antigamente iam buscar água. Infelizmente já estragaram muitas pedras rupestres. Mas mesmo assim há algumas que ainda não estão estragadas.